# Didier Digard
Didier Digard (Gisors, 12 luglio 1986) è un allenatore di calcio ed ex calciatore francese, di ruolo centrocampista, tecnico del Le Havre.

## Statistiche

### Presenze e reti nei club
Statistiche aggiornate al 14 febbraio 2023.
| Stagione             | Squadra              | Campionato           | Campionato | Campionato | Coppe nazionali | Coppe nazionali | Coppe nazionali | Coppe continentali | Coppe continentali | Coppe continentali | Altre coppe | Altre coppe | Altre coppe | Totale | Totale | Totale |
| Stagione             | Squadra              | Comp                 | Pres       | Reti       | Comp            | Pres            | Reti            | Comp               | Pres               | Reti               | Comp        | Pres        | Reti        | Pres   | Reti   |        |
| -------------------- | -------------------- | -------------------- | ---------- | ---------- | --------------- | --------------- | --------------- | ------------------ | ------------------ | ------------------ | ----------- | ----------- | ----------- | ------ | ------ | ------ |
| 2004-2005            | Le Havre             | L2                   | 15         | 0          | CF+CdL          | 2+2             | 0+1             | -                  | -                  | -                  | -           | -           | -           | 19     | 1      |        |
| 2005-2006            | Le Havre             | L2                   | 30         | 2          | CF+CdL          | 2+2             | 0+0             | -                  | -                  | -                  | -           | -           | -           | 34     | 2      |        |
| 2006-2007            | Le Havre             | L2                   | 27         | 1          | CF+CdL          | 1+1             | 0+0             | -                  | -                  | -                  | -           | -           | -           | 29     | 1      |        |
| Totale Le Havre      | Totale Le Havre      | Totale Le Havre      | 72         | 3          |                 | 10              | 1               |                    | -                  | -                  |             | -           | -           | 82     | 4      |        |
| 2007-2008            | Paris Saint-Germain  | L1                   | 16         | 0          | CF+CdL          | 1+2             | 0+0             | -                  | -                  | -                  | -           | -           | -           | 19     | 0      |        |
| 2008-2009            | Middlesbrough        | PL                   | 23         | 0          | FACup+CdL       | 2+2             | 0+1             | -                  | -                  | -                  | -           | -           | -           | 27     | 1      |        |
| 2009-gen. 2010       | Middlesbrough        | FLC                  | 9          | 0          | FACup+CdL       | 0+0             | 0+0             | -                  | -                  | -                  | -           | -           | -           | 9      | 0      |        |
| Totale Middlesbrough | Totale Middlesbrough | Totale Middlesbrough | 32         | 0          |                 | 4               | 1               |                    | -                  | -                  |             | -           | -           | 36     | 1      |        |
| gen.-giu. 2010       | Nizza                | L1                   | 12         | 1          | CF+CdL          | 1+0             | 0+0             | -                  | -                  | -                  | -           | -           | -           | 13     | 1      |        |
| 2010-2011            | Nizza                | L1                   | 24         | 0          | CF+CdL          | 4+0             | 0+0             | -                  | -                  | -                  | -           | -           | -           | 28     | 0      |        |
| 2011-2012            | Nizza                | L1                   | 30         | 0          | CF+CdL          | 2+1             | 0+0             | -                  | -                  | -                  | -           | -           | -           | 33     | 0      |        |
| 2012-2013            | Nizza                | L1                   | 36         | 2          | CF+CdL          | 2+2             | 0+0             | -                  | -                  | -                  | -           | -           | -           | 40     | 2      |        |
| 2013-2014            | Nizza                | L1                   | 29         | 0          | CF+CdL          | 2+2             | 1+1             | UEL                | 2                  | 0                  | -           | -           | -           | 35     | 2      |        |
| 2014-2015            | Nizza                | L1                   | 14         | 1          | CF+CdL          | 1+1             | 0+0             | -                  | -                  | -                  | -           | -           | -           | 16     | 1      |        |
| Totale Nizza         | Totale Nizza         | Totale Nizza         | 145        | 4          |                 | 18              | 2               |                    | -                  | -                  |             | -           | -           | 163    | 6      |        |
| 2015-2016            | Betis                | PD                   | 8          | 0          | CR              | 2               | 0               | -                  | -                  | -                  | -           | -           | -           | 10     | 0      |        |
| 2016-2017            | Osasuna              | PD                   | 3          | 0          | CR              | 0               | 0               | -                  | -                  | -                  | -           | -           | -           | 3      | 0      |        |
| gen.-giu. 2018       | Lorca                | SD                   | 6          | 0          | CR              | 0               | 0               | -                  | -                  | -                  | -           | -           | -           | 6      | 0      |        |
| Totale carriera      | Totale carriera      | Totale carriera      | 282        | 7          |                 | 37              | 4               |                    | -                  | -                  |             | -           | -           | 319    | 11     |        |

### Statistiche da allenatore
Statistiche aggiornate al 24 ottobre 2021.
| Stagione        | Squadra         | Campionato      | Campionato | Campionato | Campionato | Campionato | Coppe nazionali | Coppe nazionali | Coppe nazionali | Coppe nazionali | Coppe nazionali | Coppe continentali | Coppe continentali | Coppe continentali | Coppe continentali | Coppe continentali | Altre coppe | Altre coppe | Altre coppe | Altre coppe | Altre coppe | Totale | Totale | Totale | Totale | % Vittorie | Piazzamento |
| Stagione        | Squadra         | Comp            | G          | V          | N          | P          | Comp            | G               | V               | N               | P               | Comp               | G                  | V                  | N                  | P                  | Comp        | G           | V           | N           | P           | G      | V      | N      | P      | %          | Piazzamento |
| --------------- | --------------- | --------------- | ---------- | ---------- | ---------- | ---------- | --------------- | --------------- | --------------- | --------------- | --------------- | ------------------ | ------------------ | ------------------ | ------------------ | ------------------ | ----------- | ----------- | ----------- | ----------- | ----------- | ------ | ------ | ------ | ------ | ---------- | ----------- |
| gen.-giu. 2023  | Nizza           | L1              | 21         | 10         | 7          | 4          | CF              | 0               | 0               | 0               | 0               | UECL               | 4                  | 2                  | 1                  | 1                  | -           | -           | -           | -           | -           | 25     | 12     | 8      | 5      | 48,00      | Sub 9º      |
| 2024-2025       | Le Havre        | L1              | 34         | 10         | 4          | 20         | CF              | 1               | 0               | 0               | 1               | -                  | -                  | -                  | -                  | -                  | -           | -           | -           | -           | -           | 35     | 10     | 4      | 21     | 28,57      | 15º         |
| Totale carriera | Totale carriera | Totale carriera | 55         | 20         | 11         | 24         |                 | 1               | 0               | 0               | 1               |                    | 4                  | 2                  | 1                  | 1                  |             | -           | -           | -           | -           | 60     | 22     | 12     | 26     | 36,67      |             |

## Palmarès

### Nazionale
- Campionato d'Europa Under-19: 1

2005